# Лейстер, Юдит
Юдит Янс Лейстер (нидерл. Judith Jans Leyster, также Leijster; 28 июля 1606, или 1609, Харлем — 10 февраля 1660, Хемстеде) — голландская художница, живописец и рисовальщик, мастер картин бытового жанра «Золотого века» голландской живописи. Одна из немногих женщин-художниц в Нидерландах Золотого века, она также была одной из двух женщин, принятых в Гильдию Святого Луки Харлема.

## Биография
Юдит Янс Лейстер родилась в Харлеме, она была восьмым ребёнком в семье Яна Виллемса и Трейн Ясперсдр (Trein Jaspersdr) из девяти детей. Её отец владел пивоварней. В 1628 году она переехала с семьёй во Вриланд в провинции Утрехт, где, возможно, познакомилась с утрехтскими караваджистами Хендриком Тербрюггеном и Герритом ван Хонтхорстом. В сентябре 1629 года родители Юдит отправились в Зандам (Северная Голландия).
В 1631 году она была свидетельницей при крещении одного из детей Франса Халса. Судя по технике живописи, она, вероятно, была ученицей Франса Халса, а также Питера Франса де Греббера.
Её первая подписанная работа «Серенада» датируется 1629 годом. Характерной является монограмма, которой она подписывалась, по крайней мере, до своего замужества: «ster» (Звезда), что было намёком на её фамилию: Лейстер. В 1633 году Джудит была принята в Гильдию Святого Луки со званием «мастера-живописца» (meesterschilder), что давало ей право открыть собственную мастерскую и брать учеников.
1 июня 1636 года в Хемстеде она вышла замуж за живописца Яна Минсе Моленара и родила пятерых детей: Йоханнеса (1637), Якобуса (1639, Елену (1643), Еву (1646) и Константейна (1650). Забота о семье, вероятно, помешала её карьере художницы, поскольку о её работах, написанных после 1636 года, известно немного, хотя Лейстер считается более выдающимся художником, чем её муж.
Осенью 1659 года Лейстер, как и её муж, тяжело заболела. Она умерла несколько месяцев спустя и была похоронена в Хемстеде 10 февраля 1660 года. Её муж остался с двумя выжившими детьми и умер восемь лет спустя.
Юдит Лейстер писала картины бытового жанра, портреты и натюрморты. Несколько её картин изображают женщин за домашними занятиями, что было новым для живописи 1620—1630-х годов. Её произведения ценили современники, но после смерти художницы её творчество было забыто. До 1893 года все её произведения приписывали Франсу Халсу или её мужу Яну Минсе Моленару. Только в конце XIX века Лейстер получила признание.

## Галерея

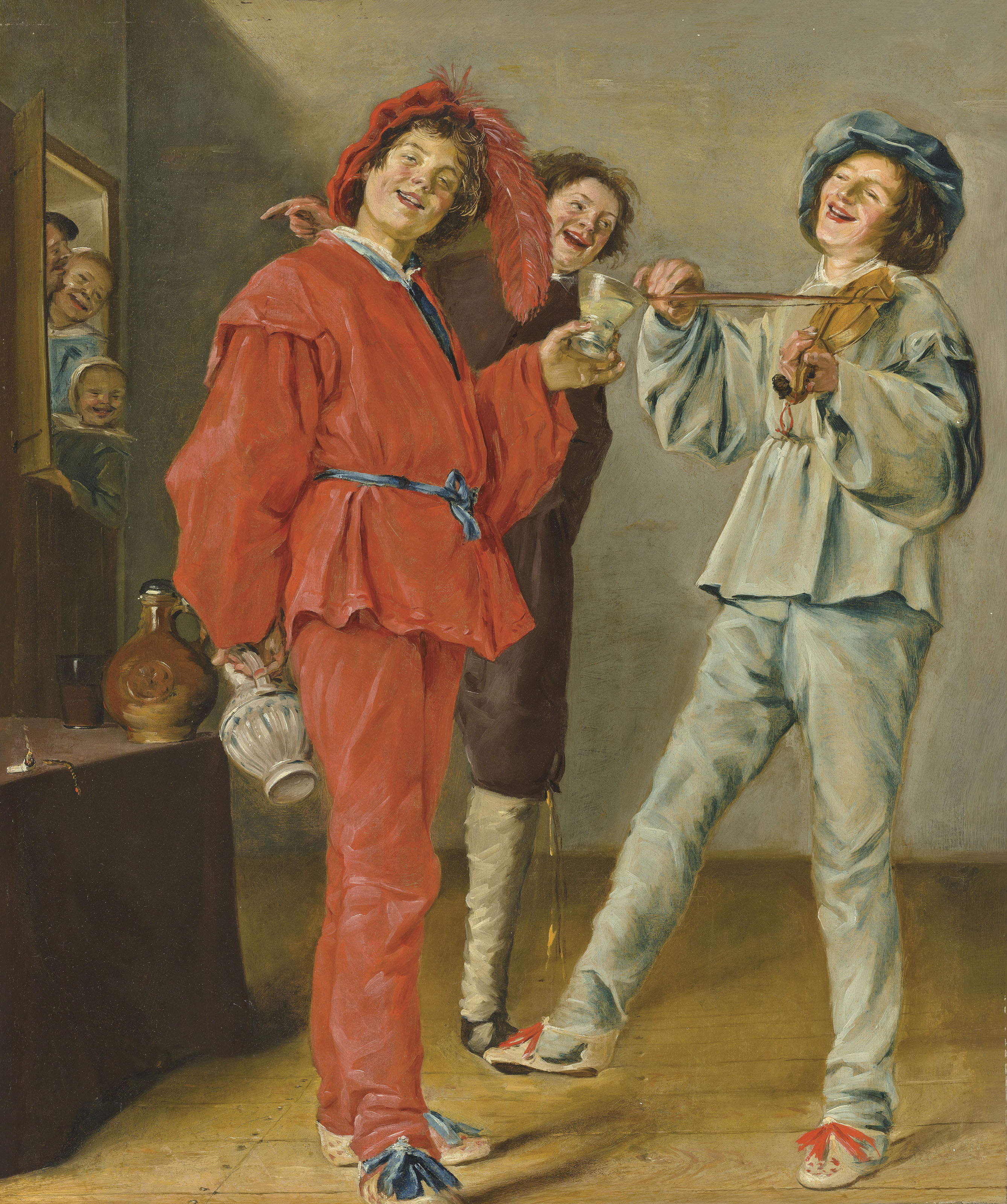
Музыкальная и пьющая компания в интерьере (Весёлое трио). Между 1629 и 1631. Холст, масло. Частное собрание
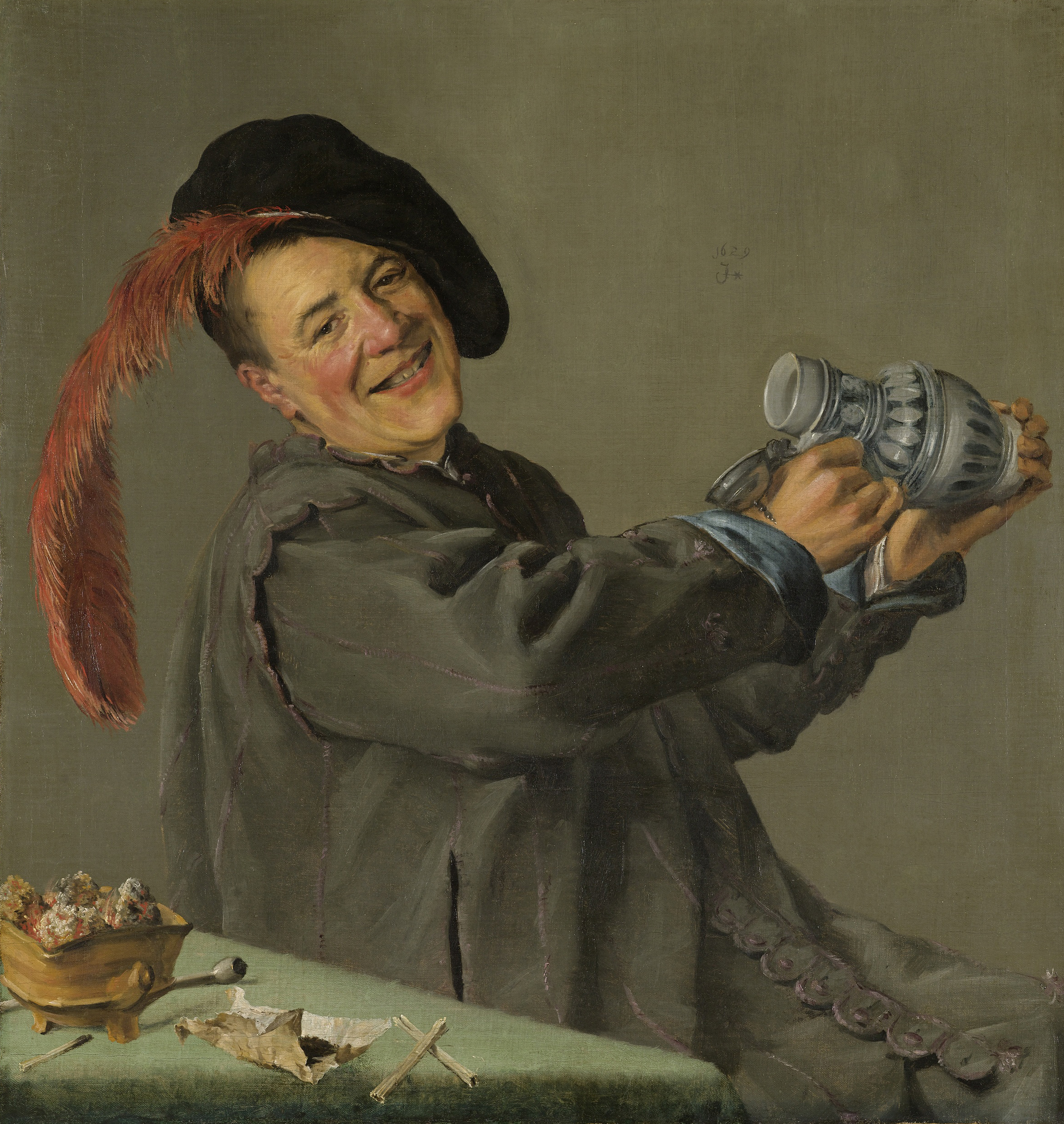
Весёлый пьяница. 1629. Холст, масло. Музей Франса Халса, Харлем
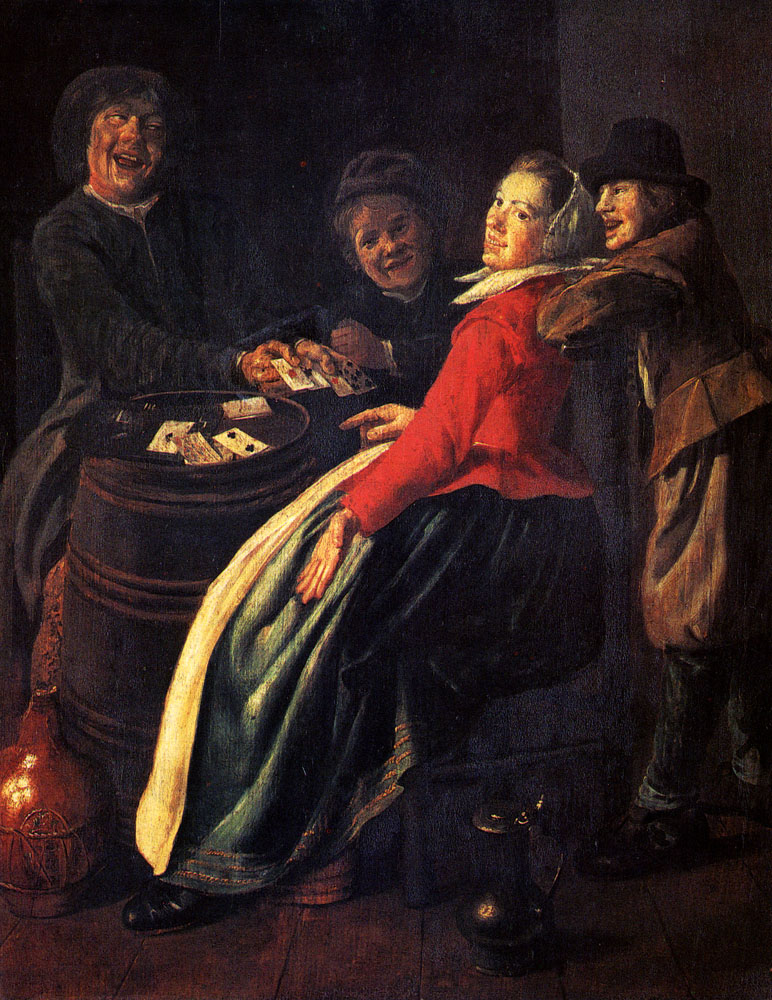
Игра в карты. 1633. Холст, масло. Частное собрание
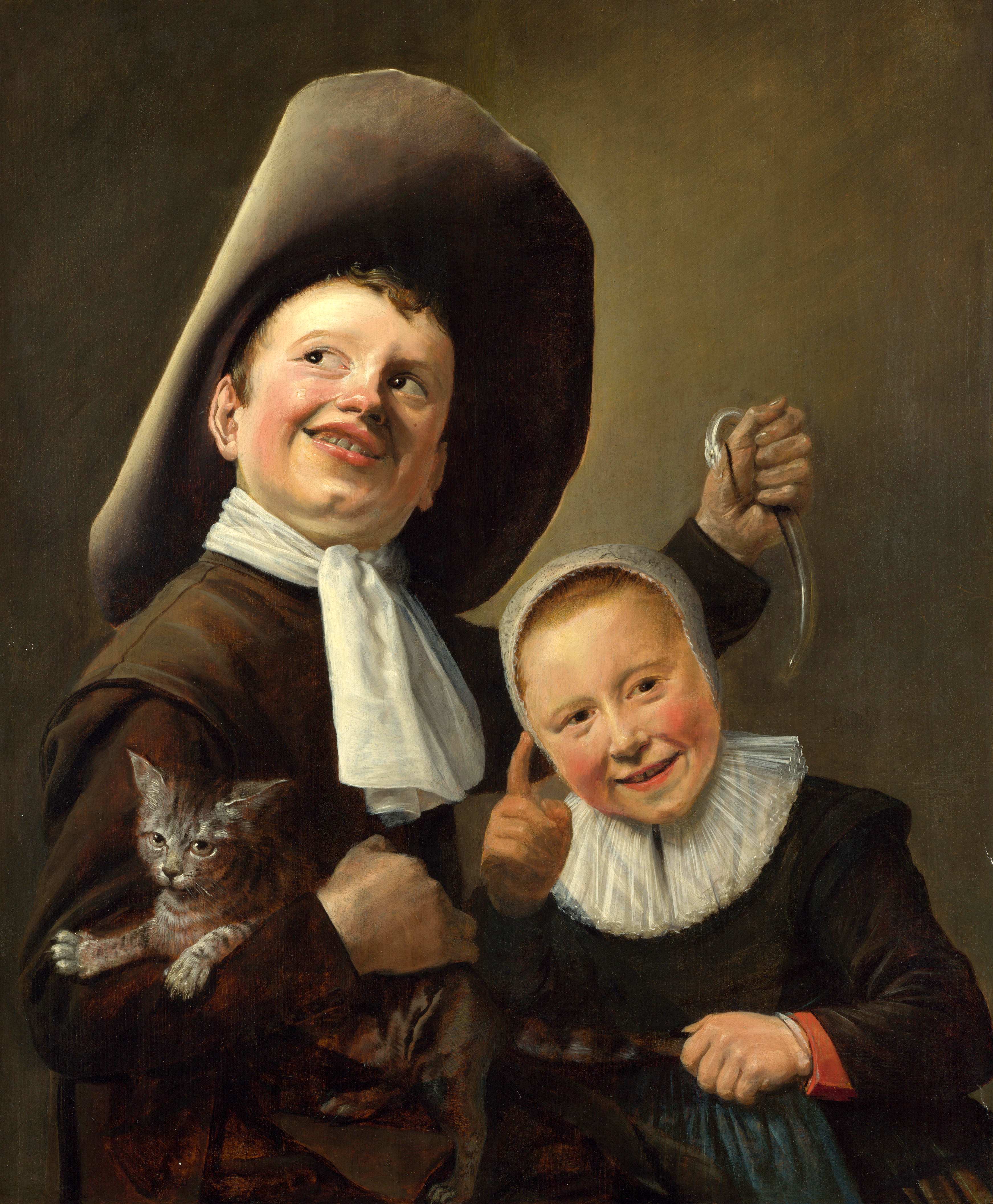
Мальчик и девочка с кошкой и угрем. 1635. Дерево, масло. Лондонская национальная галерея
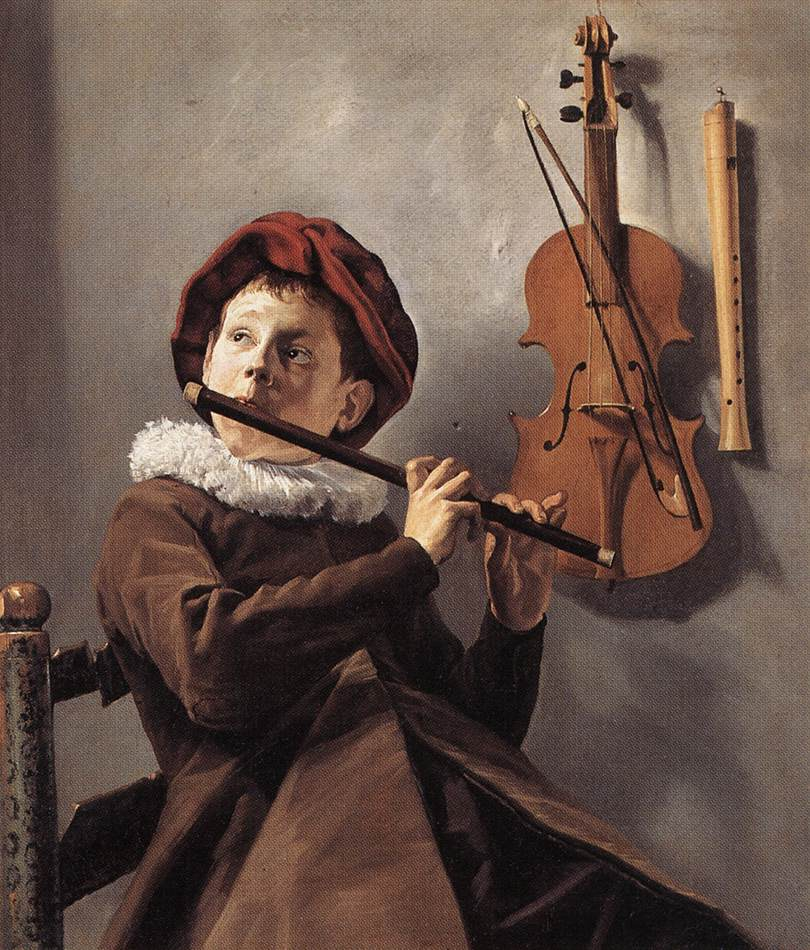
Молодой флейтист. 1630-е. Холст, масло. Национальный музей изобразительных искусств, Стокгольм
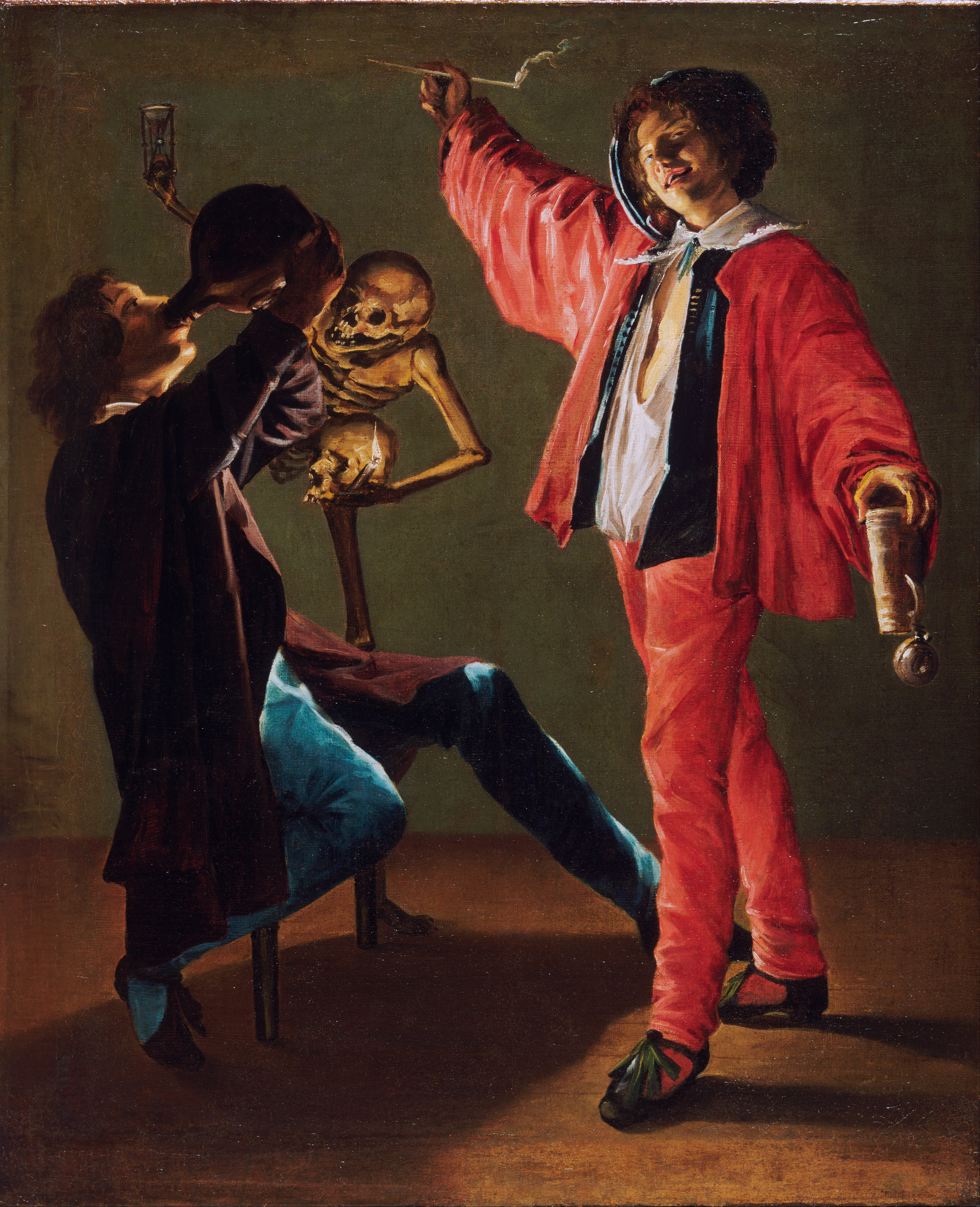
Последняя капля. 1639. Холст, масло. Художественный музей Филадельфии, Персильвания, США
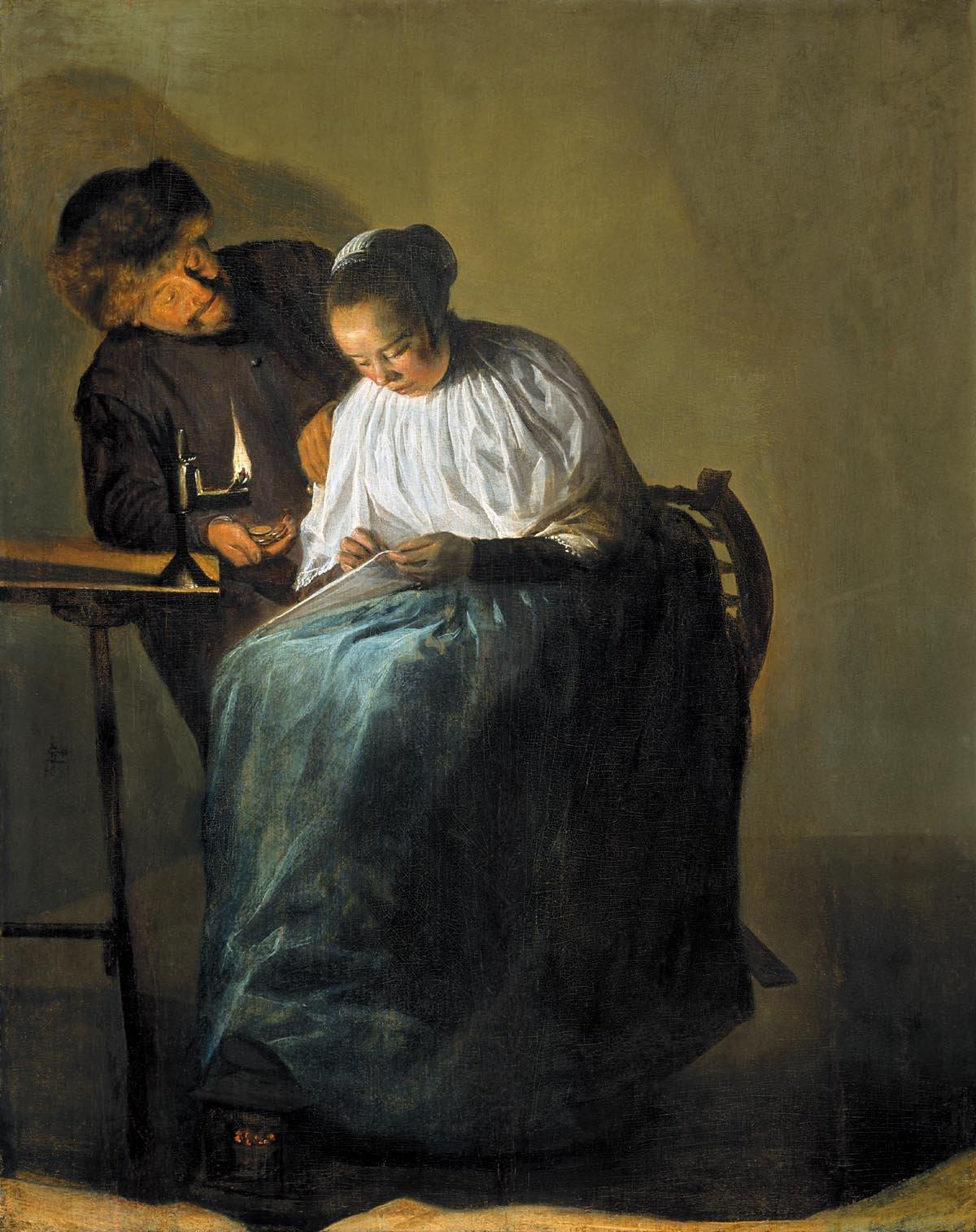
Мужчина, предлагающий деньги молодой женщине. 1631. Дерево, масло. Маурицхёйс, Гаага
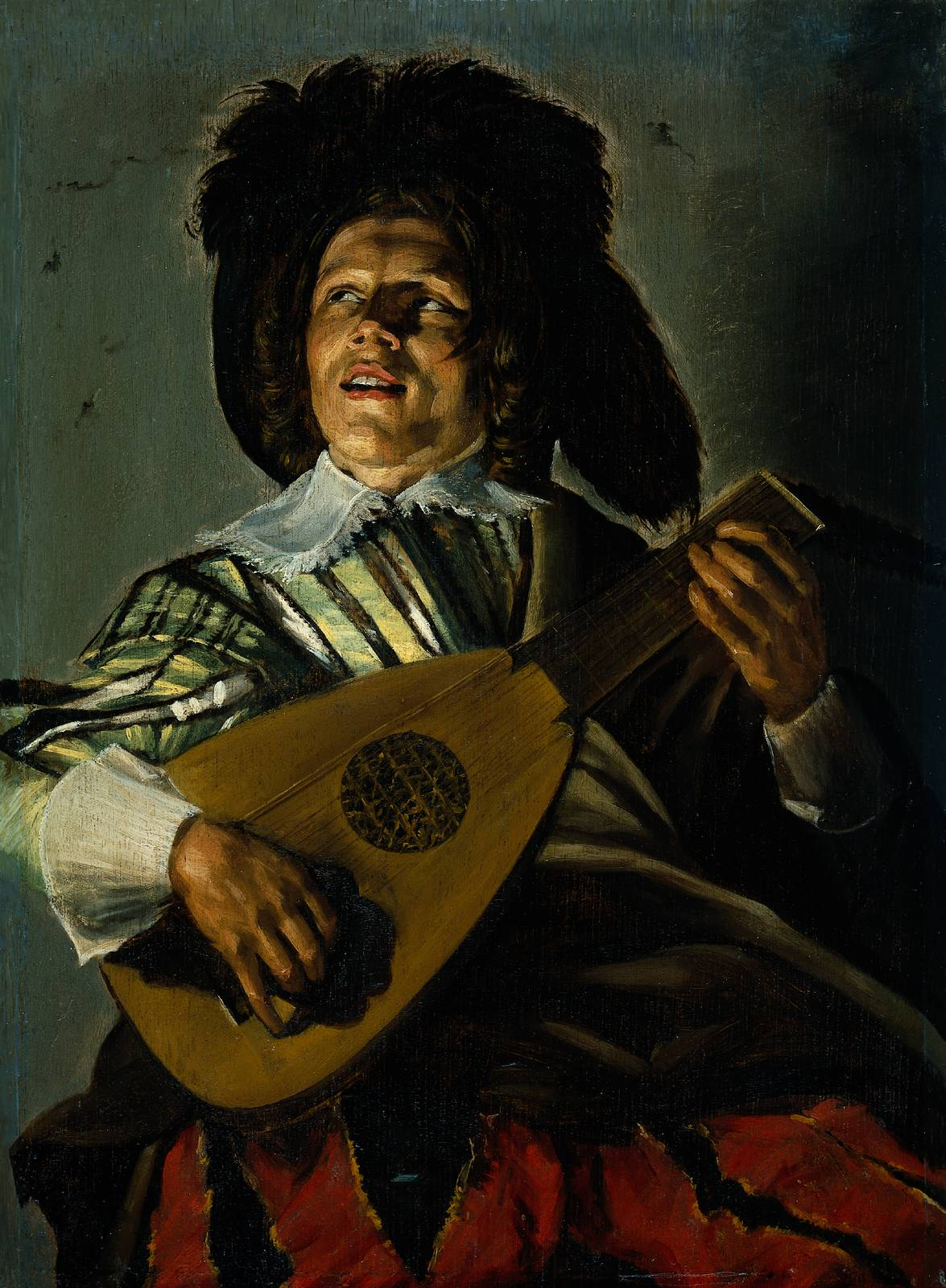
Серенада. 1629. Дерево, масло. Рейксмюсеум, Амстердам